# Abdus Salam
Abdus Salam (Jhang, 29. siječnja 1926. – Oxford, 21. rujna 1996.), pakistanski fizičar. Doktorirao (1951.) u Cambridgeu. Radio je na mnogim sveučilištima i institutima u svijetu; od 1964. osnivač i direktor Centra za teorijsku fiziku u Trstu. Dao je znatan doprinos teoriji elementarnih čestica, posebno odstupanju od parnosti u slabim međudjelovanjima, skupinama simetrije u jakim međudjelovanjima te odnosu kvantne elektrodinamike i gravitacije. Član Kraljevskog društva (eng. Royal Society) od 1959., dobitnik memorijalne nagrade Roberta Oppenheimera (1971.); sa S. L. Glashowom i S. Weinbergom podijelio je Nobelovu nagradu za fiziku (1979.) za doprinos formulaciji elektroslabe teorije.

### Elektroslaba teorija
Elektroslaba teorija je teorija ustanovljena pri pokušajima formulacije konzistentne teorije slabih međudjelovanja, po uzoru na kvantnu elektrodinamiku. Konstrukciju takve teorije započeli su u 1960-ima S. L. Glashow, A. Salam i S. Weinberg, temeljeći je na četirima prijenosnicima sile od kojih su dva nabijena, a dva neutralna. Eksperimentalna potvrda dodatne, neutralne slabe struje, koju ta konstrukcija predviđa, donijela je tim autorima Nobelovu nagradu za fiziku 1979. Za samu matematičku formulaciju te teorije, koja omogućuje i njezinu iscrpnu eksperimentalnu provjeru, 1999. dodijeljena je još jedna Nobelova nagrada za fiziku G. ’t Hooftu i M. Veltmanu.